# 戸渡陽太
戸渡 陽太（とわたり ようた、男性、1992年2月1日 - ）は、日本のシンガーソングライター。福岡県宗像市出身。所属レーベルはJUSTA RECORDS。

## 人物
小学1年生でサッカーを始めて、中学の頃にはサガン鳥栖のユースチームに入団していた。高校でもサッカー部に入っていたが、上下関係の理不尽さが原因でやめてしまった。高校3年生くらいのときに当時流行っていたコブクロ、HY、BUMP OF CHICKENなどを見て自分も曲を作ってみたくなり、初めてアルバイトでもらったお金でギターを買って曲を作り始めた。地元福岡でライブを始めてすぐに学校に行きながら東京にもライブをやりに行くようになり、福岡と東京を往復している内にCDデビューできることになった。
エリオット・スミス、ローラ・マーリング、ローラ・ニーロといったシンガーソングライターに強い影響を受けており、憧れの存在を一人挙げるならばジェフ・バックリィ。
2023年2月2日、公式Twitterにてドイツに移住することを発表した。

## 略歴
2013年、「MINAMI WHEEL」に初出演。2014年、ロッキング・オン主催のコンテスト「RO69JACK 14/15」にて入賞し、9月に開催された地元・福岡の音楽イベント「MUSIC CITY TENJIN」ではメインステージでライブを披露する。同年11月、初の全国流通盤となるミニアルバム「プリズムの起点」をリリース。地元・FM福岡「Hyper Night Program GOW!!」のマンスリーレギュラー出演を始める。
2015年、iTunesが注目すべきアーティストを紹介する企画「NEW ARTIST スポットライト」に選出され、全国各地の大型イベントに次々に出演。3月にデジタルシングル「世界は時々美しい」、6月には2nd EP「孤独な原色たち」を発売。「SUNSET LIVE」「MUSIC CITY TENJIN」「HAPPY JACK」「MUSIC CUBE」「NEKOFES」「SAKAE SP-RING」「SWEET LOVE SHOWER」「MINAMI WHEEL」など全国各地の大型フェスへも出演を果たす。8月から、名だたるミュージシャンとのステージ上での一対一の“勝負”をコンセプトにした自主企画「戸渡陽太10番勝負」を開催。
2016年6月15日、初のフルアルバム「I wanna be 戸渡陽太」でエイベックス内レーベル・JUSTA RECORDSよりメジャーデビュー。それを記念して、6月18日にワンマンライブ「『戸渡陽太10番勝負』〜Vol.7〜」を東京・渋谷Star Loungeで開催。

## ディスコグラフィ

### 配信限定シングル
| 枚  | 配信日        | タイトル         |
| --- | ------------- | ---------------- |
| 1st | 2015年3月18日 | 世界は時々美しい |